# Kleine Bohrmuschel

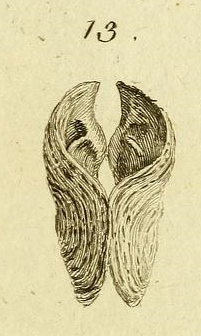
Barnea parva (Pennant, 1777), Holotyp (aus Pennant 1777: Taf. 40, fig. 3)

Die Kleine Bohrmuschel (Barnea parva) ist eine im Hartsubstrat bohrende Muschel-Art aus der Familie der Bohrmuscheln (Pholadidae) innerhalb Ordnung der Myida gestellt wird.

## Merkmale
Das gleichklappige, aufgeblähte Gehäuse ist im Umriss annähernd elliptisch mit einem leicht verlängerten Hinterende. Es ist ungleichseitig, die Wirbel befinden sich vor der Mittellinie. Es wird bis zu vier Zentimeter lang, bei einer Höhe von; daraus resultiert ein Längen-Breitenverhältnis von etwa 2. Der Gehäuseumriss bzw. Gehäuseform ist jedoch etwas variabel und abhängig vom Substrat, in der das Exemplar bohrt. Die beiden Klappen klaffen stark am Vorderende. Im Wirbelbereich befindet sich eine zusätzliche, unregelmäßig lanzettförmige Schalenplatte. Der Dorsal (Protoplax). Das Hinterende ist gerundet, das Vorderende geschnäbelt und abgestutzt. Das Ligament ist klein und sitzt auf inneren Chondrophoren. Auffallend ist ein länglicher senkrecht nach unten zeigender Zapfen der unterhalb des Wirbels ansetzt. Der vordere Dorsalrand ist nach außen oben umgeschlagen; der Rand überragt den Wirbel etwas. Die Mantelbucht ist sehr tief und reicht bis etwa auf die Höhe der Wirbel. Der ventrale Schließmuskel ist sehr deutlich.
Die Schale ist weißlich und fest. Die Ornamentierung besteht aus randparallelen Wülsten, die sich mit engstehenden, radialen Rippen kreuzen. Im hinteren Teil des Gehäuses sind die Rippen fein und schwächer als die Wülste. Im vorderen Gehäuseteil sind die Rippen stärker als die randparallelen Wülste. Die Kreuzungsstellen von Wülsten und Rippen sind zu kleinen Dornen ausgezogen. Sie sind entsprechend auf dem vorderen Gehäuseteil kräftiger entwickelt als auf dem hinteren Gehäuseteil. Die Dornen bilden um die vordere klaffende Öffnung einen gezähnelten Rand. Der innere Rand ist dagegen glatt. Das Periostrakum ist dünn und strohgelb.

## Ähnliche Arten
Die Weiße Bohrmuschel (Barnea candida) ist größer und im Umriss deutlich länglicher. Der vordere Gehäuseteil ist nicht geschnäbelt. Der Hinterrand ist viel enger gerundet als bei der Kleinen Bohrmuschel. Die Schale ist viel dicker und fester als bei der dünnschaligen Weißen Bohrmuschel.

## Geographische Verbreitung, Lebensraum und Lebensweise
Das Verbreitungsgebiet der Kleinen Bohrmuschel reicht von den südwestlichen Küsten Englands und der englischen Kanalküste bis ins Mittelmeer. Sie kommt vom Gezeitenbereich bis ins flache Subtidal (etwa 10 m) vor.
Sie bohrt im Bereich des Kanals bevorzugt in weicheren Gesteinen wie Schreibkreide, Old Red Sandsteinen und Juratonsteinen.

## Taxonomie
Das Taxon wurde 1777 von Thomas Pennant aufgestellt. Es wird allgemein als gültiges Taxon bewertet. Es ist die Typusart der Gattung oder Untergattung Anchomasa Gray, 1852, die heute als Synonym von Barnea betrachtet wird. Fritz Nordsieck benutzte Anchomasa als Untergattung von Barnea.

## Belege